# Vernonanthura fuertesii
Vernonanthura fuertesii là một loài thực vật có hoa trong họ Cúc. Loài này được (Urb.) H.Rob. miêu tả khoa học đầu tiên năm 1992.